# Acacia grandicornuta
Acacia grandicornuta är en ärtväxtart som beskrevs av Gerstner. Acacia grandicornuta ingår i släktet akacior, och familjen ärtväxter. Inga underarter finns listade i Catalogue of Life.